# Mendon, Massachusetts
Mendon är en kommun (town) i Worcester County i delstaten Massachusetts, USA med 6 228 invånare (2020).

## Kända personer från Mendon
- Adin B. Capron, politiker
- Whitney Eugene Thayer, organist och kompositör